# Karina Sabirova
Karina Ibragimovna Sabirova (russisk: Карина Ибрагимовна Сабирова; født 23. marts 1988 i Astrakhan) er en russisk håndboldspiller, som spiller for HK Astrakhanotjka og Ruslands håndboldlandshold.